# Договори между Рим и Картаген
Договорите между Древен Рим и Картаген са четири международни договора между градовете-държави Рим и Картаген, които са сключени между 509 г. пр.н.е. и 279 г. пр.н.е.
Като главни градове-държави с разрастващо се влияние не само в Западното Средиземноморие, но и въобще, Рим и Картаген в крайна сметка намират за нужно да формализират техните взаимни интереси и зони на влияние. Политическите и икономически им интереси и особено методите за постигането им, както и за разширяване на зоните им на влияние, са различни. Рим е сухоземно творение и първоначално не е обръщал поглед към морето, ангажиран изпърво за себе си и в защитата си срещу съседните самнити, етруски, гали и древни гърци, и след това и в подчиняването им, докато Картаген е типична плутокрация и не разчита реално на гражданска армия и общество, а на наемници още от времето на Сицилианските войни с гърците. Картагенската система се основава на международни съюзи, базирани на взаимни и главно търговски интереси, с които да си постига завоалирано подчиняването на съседите, докато римската система е по-скоро основана на взаимоизгодния и общ първо италийски, а сетне по времето на империята - и всеобщ обществен интерес срещу враговете на римския правов ред и държава.

## Договори

### Втори договор от 348 г. пр.н.е.
Двете сили очертават сферите си на влияние: Рим съсредоточава усилията си на Апенините, а за Картаген остават иберийският юг и мините на Картахена

## Между диалога и войната
Картаген е най-значима от колониите, които създали финикийците в Западното Средиземноморие. Градът поддържал връзки с града-майка Тир. Тир обаче е под натиска на близкоизточните древни монархии – Асирия, Вавилония и Персия. Благодарение на географското си положение и най-вече на сравнителното си спокойствие, Картаген не само се укрепява, успявайки да подчини местните северноафрикански берберски племена, но и разпростира влиянието си върху цялото Западно Средиземноморие. В началото на 6 век пр.н.е. картагенците започват проникване в Сицилия и Иберия, където ревниво охраняват Херкулесовите стълбове, т.е. Гибралтарския проток като подстъп към Атлантика. Така затварят цялото Средиземноморие за достъп.
Картаген планира и изгражда стратегията си на основата на парите. Те (едва от 4 век пр.н.е. Картаген сече свои монети) се набавят чрез данъка, който плащат зависимите градове. При необходимост търговските му кораби се ползват с двойно предназначение – преобръщат се в бойни, което било предварително планирано и разчетено при изработката им. Картагенската армия не е достатъчна за големи военни начинания. Към нея се включват африканци, сардинци и иберийци, както и наемници. От 3 век пр.н.е. жителите на Картаген престават да служат във войската, разчитайки само на наемници, което се оказва впоследствие нож с две остриета – избухва въстание на наемниците.
През 264 г. пр.н.е. за първи път двата града като носители на два типа цивилизация се изправят в пряк двубой. От едната страна е Рим като легендарен потомък на троянците (или на т.нар. морски народи, сред които и филистимците), а от другата – Картаген като клонинг на тираните и античен наследник на древните финикийци и западните семити, сред които са Угарит, Ханаан, Израил и Юдея. Двата типа цивилизация и култура отвъд военния сблъсък символизират и различен светоглед.

## Пунически войни
Първата пуническа война започва без Древен Рим да разполага с какъвто ѝ да е флот. Римляните се принудили да построят под натиска на обстоятелствата 100 кораба, като копирт картагенски кораб - галера, претърпял корабокрушение край бреговете на Италия. Особен принос във военната история е т.нар. „гарван“ на римските кораби – бордова платформа с дълъг железен шип на края, която се спускала чрез скрипец, монтиран на мачтата. Клюнът на гарвана се забивал във вражеския кораб, вкопчвайки в мъртва хватка двата кораба и тъй като римляните имали преимуществото на прекия двубой, то в морския бой везните се наклоняват в тяхна полза. Още в първата си морска битка с картагенския флот римляните пленяват 50 вражески кораба.
По-късно те построяват флот от 350 кораба и първото му бойно кръщение е в битката при Миле през 260 г. пр.н.е. Римската слабост се кореняла в обстоятелството, че те не владеели морското дело или изкуство и на техните кораби им липсвали мореходни качества, те били тромави в сравнение с изкусните картагенски, които използвали старите финикийски технологии и умения. При лошо време, по море римляните търпели поражения. Римският флот бил застигнат от буря край Сицилия и 270 от корабите му потънали. Загинали и около 100 хил. души. Явно и „гарваните“ правели римските кораби допълнително тежки и неповратливи. След този инцидент, античните автори спират да упоменават римския морски „гарван“.

След дълги дебати в Римския Сенат, се решава да се изгради нов римски флот и само за три месеца на вода били спуснати нови 200 кораба, които спомогнали през 241 г. пр.н.е. картагенския флот да бъде изцяло разбит, а с това и единственото стратегическо преимущество на Картаген потъва на дъното на Средиземно море.  По-нататъшният двубой, с изключение на безумно смелия и изненадващ поход на Ханибал през Алпите, е „хроника на една предизвестена смърт“ на Картаген. В крайна сметка Рим надделява и Картаген останал в руини. Според един от водещите геополитици на 20 век, Карл Шмит: 
| „ | Световната история - това е история на борбата на континенталните държави против морските държави и на морските държави против континенталните. | “ |